# Grace Yamba
Grace Yamba, née le 13 octobre 1988 à Lubumbashi, est une femme politique congolaise (RDC). Députée de la circonscription de Kanyama depuis février 2019, elle démissionne en 2024 pour devenir Vice-Ministre des Affaires Étrangères de la République démocratique du Congo dans le gouvernement Suminwa.

## Biographie
Gracia Yamba Kazadi est élue députée nationale pour la circonscription de Kaniama dans la province du Haut-Lomami. Elle a siégé à l'Assemblée nationale de 2019 à 2023, puis entamé un second mandat en février 2024, avant d’être suspendue en juin de la même année pour cumul de fonctions, à la suite de sa nomination au gouvernement.

## Carrières politiques
Gracia Yamba Kazadi a entamé son premier mandat de députée nationale le 13 février 2019, mandat qui a pris fin le 15 décembre 2023. Elle a été réélue pour un second mandat débutant le 12 février 2024. Toutefois, elle a été suspendue de ses fonctions du 15 juin 2024 au 15 décembre 2028 après avoir accepté un mandat jugé incompatible avec ses fonctions parlementaires. Elle a été remplacée par son suppléant Léon Kabamba Ngombe,.

## Activité parlementaire
Au cours de son mandat, Gracia Yamba Kazadi a participé activement aux travaux parlementaires. Elle a notamment voté en faveur de plusieurs lois et projets de loi importants, notamment :
- Proposition de loi modifiant et complétant la loi électorale telle que modifiée à ce jour
- Projet de loi de finances de l’exercice 2023
- Projet de loi relatif à l'activité et au contrôle des établissements de crédit
- Projet de loi modifiant et complétant le décret du 30 janvier 1940 portant code pénal congolais en matière de prévention et de répression de la traite des personnes
- Proposition de loi relative à la protection et à la responsabilité des défenseurs des droits de l'homme en République démocratique du Congo
- Examen et adoption du projet du Règlement intérieur[5].